# Jasper Adams
Jasper Adams (Geleen, 7 juli 1989) is een Nederlandse handballer die sinds 2018 speelt bij Limburg Lions.

## Biografie
Hij doorliep de jeugdopleiding bij V&L waarbij hij ook in de eredivisie debuteerde. Op 11 januari 2008 speelde Adams zijn eerste interland tegen Luxemburg. In de zomer van 2008 vertrekt hij naar Initia Hasselt, waar hij vervolgens na één seizoen weer vertrekt. Hij speelde vervolgens van 2009 tot 2014 voor Volendam.
In de zomer van 2014 vertrekt Adams naar TV Emsdetten dat net uit de Handball-Bundesliga was gedegradeerd. In 2018 keert hij terug naar Limburg om te spelen voor Limburg Lions. Na het seizoen 2022/2023 stopte Adams met handbal.
Adams speelde zijn eerste A-interland op 11 januari 2008 tegen Luxemburg. In 2020 maakte Adams deel uit van de nationale selectie die voor de eerste keer deelnam aan een Europees kampioenschap.

## Privé
Jasper Adams heeft een broer die ook op hoog niveau handbal heeft gespeeld, namelijk Roel Adams. Van 2018 tot en met 2020 speelden zij samen bij Limburg Lions.

## Trivia
- Adams nam deel aan het toernooiteam van Smurfen United dat meedeed aan verschillende plaatselijke toernooien.[11]